# バリシチニブ
バリシチニブ (Baricitinib) は、経口のヤヌスキナーゼ （JAK1/JAK2）阻害薬である。 製品名はオルミエント（日本イーライリリー製造販売）。開発コードはINCB28050、LY3009104。イーライリリー・アンド・カンパニー社と米国インサイト社により開発された。日本では2017年9月より販売されている。

## 効能・効果
- 既存治療で効果不十分な関節リウマチ（関節の構造的損傷の防止を含む）
- アトピー性皮膚炎（最適使用推進ガイドライン[1]対象、2020年12月適応追加）
- SARS-CoV-2による肺炎（ただし、酸素吸入を要する患者に限る、2021年4月適応追加）
- 円形脱毛症（ただし、脱毛部位が広範囲に及ぶ難治の場合に限る、2022年6月適応追加）

メトトレキサート不応性の関節リウマチにバリシチニブは有効であった。
また、TNFα阻害薬または他の生物学的製剤が奏効しなかった関節リウマチ患者において、バリシニチブは有意な症状軽減がみられた。
メトトレキサートの効果が不十分である関節リウマチ患者において、バリシチニブは、プラセボ、アダリムマブと比較して有意に奏効した。
アトピー性皮膚炎に対しては、ミディアム - ストロングクラス以上に相当するステロイド外用薬に対して効果不十分であった中等症から重症の患者を対象とした試験で統計学的に有意な改善が認められた。
SARS-CoV-2肺炎については、レムデシビル使用患者を対象とした試験でバリシチニブ併用の有効性が示された。
円形脱毛症においては、重症患者において、プラセボと比較して有意な脱毛範囲の減少がみられた。

## 警告・禁忌
バリシチニブは強い免疫抑制作用を持つことから、重篤な感染症や結核の発症について警告されている。
禁忌
- 各適応症共通
  - 本剤への過敏症の既往歴がある患者
  - 活動性結核の患者
  - 好中球数が500/mm3未満の患者
  - 妊婦または妊娠している可能性のある女性
- 関節リウマチ、アトピー性皮膚炎、円形脱毛症
  - 重篤な感染症（敗血症など）の患者
  - 重度の腎機能障害を有する患者（eGFRが30未満）
  - リンパ球数が500/mm3未満の患者
  - ヘモグロビン値が8g/dL未満の患者
- SARS-COV-2による肺炎
  - 透析患者または末期腎不全（eGFRが15未満）
  - リンパ球数が200/mm3未満の患者

## 副作用
重大な副作用とされているものは、
- 重篤な感染症（帯状疱疹（3.2%）、肺炎（0.8%）、ニューモシスティス肺炎（0.1%未満）、敗血症（0.1%未満）、結核（0.1%未満）など）
- 消化管穿孔（0.1%未満）
- 好中球減少（0.8%）、リンパ球減少（1.3%）、ヘモグロビン減少（0.1%）
- 肝機能障害（AST上昇（0.9%）、ALT上昇（1.1%）など）、黄疸
- 間質性肺炎（0.1%未満）
- 静脈血栓塞栓症（0.3%※）（肺塞栓症および深部静脈血栓症）※SARS-CoV-2の試験では1.0％

である。
また、10%以上に上気道感染、LDLコレステロール上昇が発生する。

## 作用機序
バリシチニブは、ヤヌスキナーゼ（JAK）可逆的阻害薬である。JAK1の半最大阻害濃度（IC50）は5.9nM、JAK2のIC50は5.7nMである。同じ酵素ファミリーに属するチロシンキナーゼ2への影響は少なく（IC50=53nM）、JAK3への影響ははるかに少ない（IC50>400nM）。炎症反応に際してサイトカインが受容体に結合すると、JAKそれ自身とシグナル伝達兼転写活性化因子（STAT）がリン酸化され、STATが細胞核に移行してサイトカインに応じた反応（タンパク質合成）が進行する。バリシチニブはJAK1/JAK2を阻害してSTATのリン酸化・活性化を阻止し、以降の反応を抑制する。

## 薬物動態
この物質は腸から素早く吸収され、絶対的バイオアベイラビリティは79％である。0.5 - 3時間後に血漿中の最高濃度に達する。食物摂取は薬物動態に影響を与えない。循環血中のバリシチニブの50％は血漿タンパク質に結合している。
体内に入ったバリシチニブの10％以下がCYP3A4により4種類の酸化物に代謝され、残りは変化しない。排泄半減期は平均で12.5時間。約75％が尿から、約20％が便から排泄される。

## COVID-19
2020年11月、FDAはバリシチニブとレムデシビルの併用療法について、補助酸素、侵襲的機械式人工呼吸、または体外式膜酸素供給（ECMO）を必要とする2歳以上の入院患者におけるCOVID-19の疑いまたは検査で確認されたCOVID-19の治療のための緊急使用許可（EUA）を発行した。
2021年4月23日、日本でSARS-CoV-2による肺炎の治療薬としてバリシチニブが承認された。（レムデシビル併用）
バルシチニブの抗炎症作用が、COVID-19に関連する炎症カスケードに作用することが期待されており、2020年11月、バルシチニブがCOVID-19患者の治療に有益であることを示す研究が発表された。論文によると「ウイルスの侵入、複製、サイトカインストームを標的としたヤヌスキナーゼ-1/2阻害薬の作用は有効であり、重症の高齢患者を含む有益な転帰と関連している」とされている。COVID-19の入院患者を対象とした臨床試験において、バリシチニブとレムデシビルを併用することで、レムデシビルとプラセボを併用した患者と比較して、治療開始後29日以内に回復するまでの期間を短縮することが示された。 COVID-19の治療に使用するこの治験薬の安全性と有効性は引き続き評価されている。バリシチニブは、COVID-19の単独治療としては承認されていない。バリシチニブとレムデシビルの併用療法に対する米国FDAの緊急使用許可（EUA）を裏付けるデータは、米国国立アレルギー感染症研究所（NIAID）が実施した無作為化二重盲検プラセボ対照臨床試験（ACTT-2）に基づいている。 この臨床試験では、COVID-19から回復する目的でレムデシビルを服用していた被験者の回復までの期間に、バリシチニブが影響を与えるか否かが評価された。同試験では、中等度または重度のCOVID-19患者1,033名を対象に、バリシチニブとレムデシビルを併用した患者515名と、プラセボとレムデシビルを併用した患者518名に無作為に振り分け、29日間の追跡調査が行われた。 COVID-19からの回復までの期間の中央値は、バリシチニブとレムデシビルの併用では7日、プラセボとレムデシビルの併用では8日であった。29日目に患者の状態が死亡または人工呼吸にまで進行する確率は、バリシチニブ＋レムデシビル群がプラセボ＋レムデシビル群よりも低かった。15日目に臨床症状が改善する確率は、バリシチニブ＋レムデシビル群がプラセボ＋レムデシビル群よりも高かった。これらのエンドポイントすべてにおいて、効果は統計的に有意であった。2020年11月、世界保健機関（WHO）はWHO連帯試験の結果を受けて、バリシチニブの使用に対する条件付きの推奨を含むようにCOVID-19の治療に関するガイドラインを更新した。